# Puchar Zatoki Perskiej w piłce nożnej 1970
Puchar Zatoki Perskiej 1970 – pierwsza edycja rozgrywek o Puchar Zatoki Perskiej. Turniej rozegrany został w dniach 27 marca 1970 – 3 kwietnia 1970 roku w Bahrajnie. Wszystkie spotkania odbyły się na Isa Town Stadium w Madinat 'Isa.

## Tabela i wyniki
Do udziału w turnieju przystąpiły cztery drużyny, które przydzielono do jednej grupy. Mecze rozegrano systemem każdy z każdym, po jednym spotkaniu. Za zwycięstwo przyznawano dwa punkty, a za remis jeden. Kolejność końcowa drużyn w tabeli była również kolejnością końcową w całym turnieju.
| Poz. | Drużyna          | M | Pkt. | Mecze | Mecze | Mecze | Bramki | Bramki |
| Poz. | Drużyna          | M | Pkt. | zwy.  | rem.  | por.  | zdob.  | stra.  |
| ---- | ---------------- | - | ---- | ----- | ----- | ----- | ------ | ------ |
| 1    | Kuwejt           | 3 | 6    | 3     | 0     | 0     | 10     | 4      |
| 2    | Bahrajn          | 3 | 3    | 1     | 1     | 1     | 3      | 4      |
| 3    | Arabia Saudyjska | 3 | 2    | 0     | 2     | 1     | 2      | 4      |
| 4    | Katar            | 3 | 1    | 0     | 1     | 2     | 4      | 7      |

| 27 marca 1970 | Bahrajn | 2 – 1Raport | Katar | Isa Town Stadium, Madinat 'Isa |
|               |         |             |       |                                |

| 28 marca 1970 | Kuwejt | 3 – 1Raport | Arabia Saudyjska | Isa Town Stadium, Madinat 'Isa |
|               |        |             |                  |                                |

| 30 marca 1970 | Bahrajn | 0 – 0Raport | Arabia Saudyjska | Isa Town Stadium, Madinat 'Isa |
|               |         |             |                  |                                |

| 31 marca 1970 | Kuwejt | 4 – 2Raport | Katar | Isa Town Stadium, Madinat 'Isa |
|               |        |             |       |                                |

| 2 kwietnia 1970 | Arabia Saudyjska | 1 – 1Raport | Katar | Isa Town Stadium, Madinat 'Isa |
|                 |                  |             |       |                                |

| 3 kwietnia 1970 | Kuwejt | 3 – 1Raport | Bahrajn | Isa Town Stadium, Madinat 'Isa |
|                 |        |             |         |                                |

Najlepszymi strzelcami turnieju zostali ex aequo z dorobkiem 3 bramek Mohammed Al-Masoud i Jawad Khalaf (obaj z Kuwejtu). Za najlepszego piłkarza wybrano Khaleda Ballana z Kataru, a tytuł najlepszego bramkarza przypadł Ahmadowi Eidowi z Arabii Saudyjskiej.